# شان کرن (مدیر سرویس مخفی ایالات متحده)
شان کرن یک افسر سرویس مخفی آمریکایی است که از سال ۲۰۲۵ به عنوان مدیر سرویس مخفی ایالات متحده خدمت می‌کند. او قبل از مراسم تحلیف دونالد ترامپ، مسئول جزئیات حفاظتی رئیس‌جمهور بود. او در جریان تلاش برای ترور دونالد ترامپ در باتلر، پنسیلوانیا در ژوئیه ۲۰۲۴ حضور داشت. در هنگام تیراندازی، او به سرعت به سمت ترامپ دوید تا او را پس از اصابت گلوله به گوش راست ترامپ، محافظت کند.

## اوایل زندگی
کرن اهل منطقه نیویورک سیتی است.

## حرفه
کرن برای اولین بار در سپتامبر ۲۰۰۱ به اداره سرویس مخفی پیوست و در دفتر نیوارک مشغول به کار شد و بعداً به بخش حفاظت از شخصیت‌ها پیوست و در برنامه حفاظت از اوباما خدمت کرد. او در ۲۹ دسامبر ۲۰۲۴ به عنوان معاون مأمور ویژه در برنامه حفاظت از رئیس‌جمهور منصوب شد. کرن چهار سال به عنوان مأمور ویژه مسئول جزئیات امنیتی ترامپ خدمت کرد و در جریان اولین تلاش ترور علیه او در ۱۳ ژوئیه ۲۰۲۴ در باتلر، پنسیلوانیا به سرعت برای پوشش دادن او به صحنه آمد. رسانه‌های آمریکایی او را به عنوان فردی که در تصاویر ثبت شده در زمان وقوع حمله در سمت راست ترامپ قرار داشت، شناسایی کرده‌اند. او در سمت خود به عنوان رئیس تیم حفاظتی رئیس‌جمهور بر ۸۵ نفر نظارت داشت.

### مدیر سرویس مخفی
در ۲۲ ژانویه ۲۰۲۵، رئیس‌جمهور دونالد ترامپ کرن را به عنوان مدیر سرویس مخفی ایالات متحده منصوب کرد. در بیانیه‌ای که دلیل این تصمیم را توضیح داد، ترامپ شجاعت کرن را مورد تأکید قرار داد و نوشت: «او شجاعت بی‌پروای خود را هنگامی که جان خود را برای کمک به نجات جان من از گلوله یک تروریست در باتلر، پنسیلوانیا، به خطر انداخت، ثابت کرد.» پیش از این انتصاب، کرن هنوز در هیچ‌یک از دفاتر ستاد سرویس مخفی مستقر نشده بود و به خدمات اجرایی ارشد ارتقا نیافته بود. انتصاب به عنوان مدیر سرویس مخفی نیاز به تأیید سنای آمریکا ندارد.